# میدانسکویه
میدانسکویه (به لاتین: Maydanskoye) یک منطقهٔ مسکونی در روسیه است که در داغستان واقع شده‌است.